# Cuverville (Eure)
Pour les articles homonymes, voir Cuverville.
Cuverville est une commune française située dans le département de l'Eure en région Normandie.
Ses habitants sont appelés les Cuvervillois.

## Géographie

### Localisation
| Houville-en-Vexin | Houville-en-Vexin |                                                        |
| Heuqueville       | Cuverville        | Frenelles-en-Vexin (comm. dél. de Fresne-l'Archevêque) |
| La Roquette       | Le Thuit          | Les Andelys                                            |

### Hydrographie
La commune est située dans le bassin Seine-Normandie. Elle n'est drainée par aucun cours d'eau,.

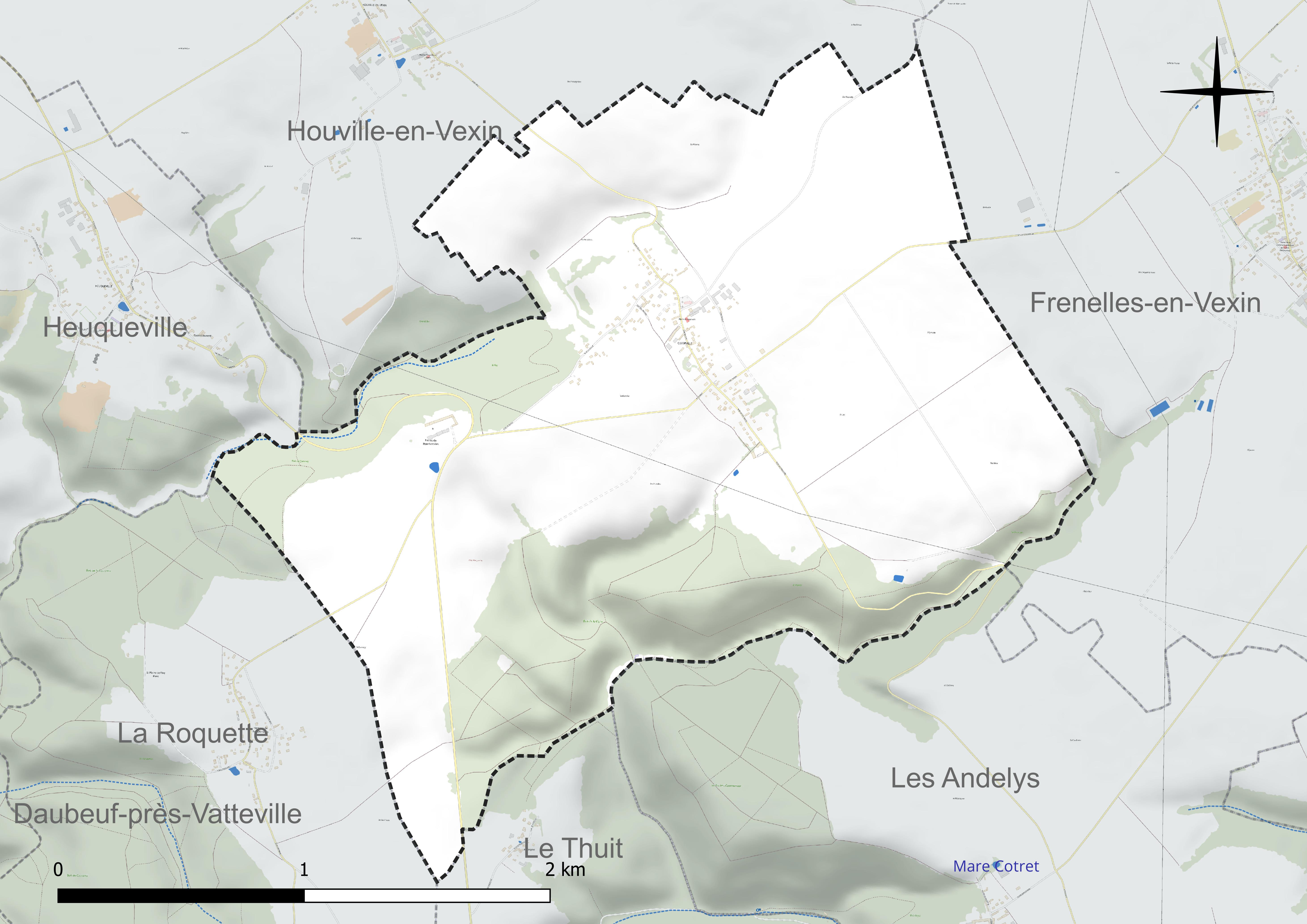
Réseau hydrographique de Cuverville.

### Climat
Pour des articles plus généraux, voir Climat de la Normandie et Climat de l'Eure.
En 2010, le climat de la commune est de type climat océanique dégradé des plaines du Centre et du Nord, selon une étude du CNRS s'appuyant sur une série de données couvrant la période 1971-2000. En 2020, Météo-France publie une typologie des climats de la France métropolitaine dans laquelle la commune est exposée à un climat océanique et est dans la région climatique  Côtes de la Manche orientale, caractérisée par un faible ensoleillement (1 550 h/an) ; forte humidité de l’air (plus de 20 h/jour avec humidité relative > 80 % en hiver), vents forts fréquents. Parallèlement le GIEC normand, un groupe régional d’experts sur le climat, différencie quant à lui, dans une étude de 2020, trois grands types de climats pour la région Normandie, nuancés à une échelle plus fine par les facteurs géographiques locaux. La commune est, selon ce zonage, exposée à un « climat des plateaux abrités », correspondant aux plaines agricoles de l’Eure, avec une pluviométrie beaucoup plus faible que dans la plaine de Caen en raison du double effet d’abri provoqué par les collines du Bocage normand et par celles qui s’étendent sur un axe du Pays d'Auge au Perche.
Pour la période 1971-2000, la température annuelle moyenne est de 10,2 °C, avec  une amplitude thermique annuelle de 14,1 °C. Le cumul annuel moyen de précipitations est de 767 mm, avec 11,8 jours de précipitations en janvier et 8,3 jours en juillet. Pour la période 1991-2020, la température moyenne annuelle observée sur la station météorologique la plus proche, située sur la commune de Muids à 9 km à vol d'oiseau, est de 12,0 °C et le cumul annuel moyen de précipitations est de 609,1 mm,. Pour l'avenir, les paramètres climatiques de la commune estimés pour 2050 selon différents scénarios d’émission de gaz à effet de serre sont consultables sur un site dédié publié par Météo-France en novembre 2022.

## Urbanisme

### Typologie
Au 1er janvier 2024, Cuverville est catégorisée commune rurale à habitat dispersé, selon la nouvelle grille communale de densité à 7 niveaux définie par l'Insee en 2022.
Elle est située hors unité urbaine. Par ailleurs la commune fait partie de l'aire d'attraction des Andelys, dont elle est une commune de la couronne,. Cette aire, qui regroupe 7 communes, est catégorisée dans les aires de moins de 50 000 habitants,.

### Occupation des sols
L'occupation des sols de la commune, telle qu'elle ressort de la base de données européenne d’occupation biophysique des sols Corine Land Cover (CLC), est marquée par l'importance des territoires agricoles (68,5 % en 2018), en diminution par rapport à 1990 (74,3 %). La répartition détaillée en 2018 est la suivante : 
terres arables (68,5 %), forêts (25,7 %), zones urbanisées (5,8 %). L'évolution de l’occupation des sols de la commune et de ses infrastructures peut être observée sur les différentes représentations cartographiques du territoire : la carte de Cassini (XVIIIe siècle), la carte d'état-major (1820-1866) et les cartes ou photos aériennes de l'IGN pour la période actuelle (1950 à aujourd'hui).

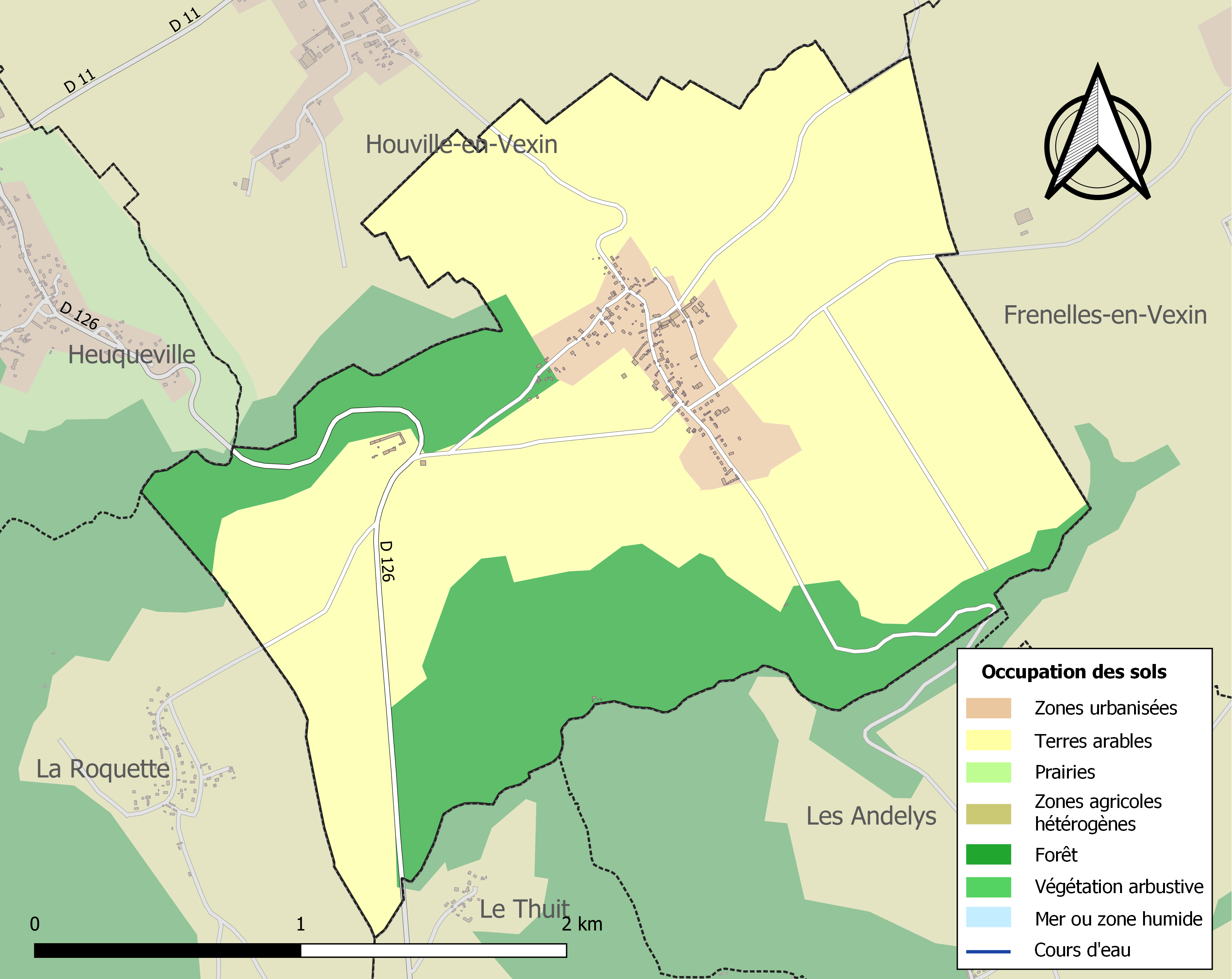
Carte des infrastructures et de l'occupation des sols de la commune en 2018 (CLC).

## Toponymie
Le nom de la localité est attesté sous les formes Culvertivilla en 1028 - 1033 (Fauroux, 66) ; Cuilvertivilla (cartulaire de Mortemer) ; Cuverville-en-Vexin en 1828 (L. Dubois),.
Étymologie : voir Cuverville (Calvados).

## Histoire
Cuverville faisait partie du domaine d'Andely. Rollon confirme cette possession à l'archevêque de Rouen. Une église dédiée à saint Pierre existait déjà, et le domaine accueillait douze fermiers.
Au XIIe siècle, il existe une famille de Cuverville. C'est à ce moment que Cuverville a accueilli sur son territoire, le fief de Roncherolles, propriété de la famille de Roncherolles, qui a été très importante dans la région.
Cuverville relevait de Breteuil. Au XIIIe siècle, le patronage de Saint-Pierre de Cuverville relevait de l'archevêque. Il est alors recensé 60 chefs de famille. Jusqu'en 1744, la seigneurie de Roncherolles-Cuverville appartenait à la famille de Roncherolles. Le 21 janvier 1744, Anne-Marguerite-Thérèse de Roncherolles, fille unique et orpheline de père, épouse René Nicolas de Maupeou, qui deviendra dernier chancelier de l'Ancien Régime et dernier marquis du lieu.

## Politique et administration
| Période                                  | Période    | Identité                              | Étiquette | Qualité                                          |
| ---------------------------------------- | ---------- | ------------------------------------- | --------- | ------------------------------------------------ |
|                                          |            |                                       |           |                                                  |
| avant 1831                               | 1837       | Louis Gaullier                        |           |                                                  |
| 1837                                     | 1843       | Michel Noël Milliard                  |           |                                                  |
| 1843                                     | 1848       | Charles Augustin Dupuis               |           |                                                  |
| 1848                                     | 1856       | Louis Chrisostôme Blondel (1814-1856) |           | Cultivateur                                      |
| 1857                                     | 1870       | Louis Marie Rousselin (1815-1892)     |           | Cultivateur                                      |
| 1871                                     | 1876       | Félix Marie                           |           |                                                  |
| 1876                                     | 1878       | Léon Langlois                         |           |                                                  |
| 1878                                     | 1888       | Pierre Louis Rousselin (1849-1912)    |           | Cultivateur, fils de Louis Marie.                |
| 1888                                     | 1892       | Clément Lesueur                       |           |                                                  |
| 1892                                     | 1896       | François Lesueur                      |           |                                                  |
| 1896                                     | 1904       | Auguste Lehec                         |           | Il meurt au cours de son mandat.                 |
| 1905                                     | 1908       | Désiré Lesueur                        |           |                                                  |
| 1908                                     | 1912       | Eugène Lemoine                        |           |                                                  |
| 1912                                     | après 1935 | Charles Isidore Rousselin (1879-1954) |           | Agriculteur, propriétaire, fils de Pierre Louis. |
|                                          |            |                                       |           |                                                  |
| avant 1981                               | ?          | Jean Lemoine                          |           |                                                  |
|                                          |            |                                       |           |                                                  |
| 2001                                     | 2014       | Claude Chevalier                      | UMP       | Ingénieur                                        |
| 2014                                     | En cours   | Alain Lerate                          | SE        | Ouvrier                                          |
| Les données manquantes sont à compléter. |            |                                       |           |                                                  |

## Démographie
L'évolution du nombre d'habitants est connue à travers les recensements de la population effectués dans la commune depuis 1793. Pour les communes de moins de 10 000 habitants, une enquête de recensement portant sur toute la population est réalisée tous les cinq ans, les populations de référence des années intermédiaires étant quant à elles estimées par interpolation ou extrapolation. Pour la commune, le premier recensement exhaustif entrant dans le cadre du nouveau dispositif a été réalisé en 2006.

En 2022, la commune comptait 248 habitants, en évolution de +0,81 % par rapport à 2016 (Eure : −0,25 %, France hors Mayotte : +2,11 %).
| 1793 | 1800 | 1806 | 1821 | 1831 | 1836 | 1841 | 1846 | 1851 |
| ---- | ---- | ---- | ---- | ---- | ---- | ---- | ---- | ---- |
| 324  | 321  | 334  | 343  | 315  | 299  | 300  | 282  | 291  |

| 1856 | 1861 | 1866 | 1872 | 1876 | 1881 | 1886 | 1891 | 1896 |
| ---- | ---- | ---- | ---- | ---- | ---- | ---- | ---- | ---- |
| 310  | 313  | 267  | 233  | 243  | 205  | 203  | 203  | 200  |

| 1901 | 1906 | 1911 | 1921 | 1926 | 1931 | 1936 | 1946 | 1954 |
| ---- | ---- | ---- | ---- | ---- | ---- | ---- | ---- | ---- |
| 210  | 184  | 173  | 175  | 165  | 157  | 175  | 142  | 141  |

| 1962 | 1968 | 1975 | 1982 | 1990 | 1999 | 2006 | 2011 | 2016 |
| ---- | ---- | ---- | ---- | ---- | ---- | ---- | ---- | ---- |
| 125  | 160  | 138  | 126  | 144  | 160  | 180  | 233  | 246  |

| 2021 | 2022 | - | - | - | - | - | - | - |
| ---- | ---- | - | - | - | - | - | - | - |
| 249  | 248  | - | - | - | - | - | - | - |

## Culture locale et patrimoine

### Lieux et monuments
- Église Saint-Pierre,  Inscrit MH (1933)[23] : chœur du XIIe siècle, nef du XVIIIe siècle[24]. Le patronage de l'église revenait à l'archevêque de Rouen.
- Le Grand Roncherolles, ferme-manoir du XVIIe siècle. La chapelle Saint-Hubert, fondée par Louis II de Roncherolles, est aujourd'hui détruite[25].

### Personnalités liées à la commune
- Famille de Roncherolles